# Tony Lovato
Anthony John (Tony) Lovato (Blue Island (Illinois), 20 juni 1980) is een Amerikaans zanger en gitarist.
Lovato was de zanger/gitarist van de pop-punk band Mest. Hij speelt nu in een andere band genaamd A Permanent Holiday. De band heeft nog geen album uit en heeft een paar nummers gemaakt die op MySpace zijn gepubliceerd. In 2007 werd Lovato opgepakt omdat hij iemand had neergestoken met dood als gevolg. Hij is vrijgelaten, omdat het volgens de politie zelfverdediging was. Lovato is goed bevriend met Benji Madden. Ze hebben beiden een ring met 'Brothers' ingegraveerd. Lovato komt ook in verschillende Good Charlotte video's voor, the Anthem en Festival Song.
- International Standard Name Identifier: 0000 0000 4521 9744
- Library of Congress Control Number: n2002076783
- MusicBrainz: 57dac094-b838-451c-9294-d6e8d86bbc37
- Virtual International Authority File: 4294828
- WorldCat: E39PBJxGVKxqF8GRWjPh9yMByd